# Varry Brava
Varry Brava és un grup valencià d'indie pop creat a Oriola el 2009. El conformen els oriolans Óscar Ferrer en tant que vocalista, Aarön Sáez al teclat i Vicente Illesca com a guitarrista. El nom del grup prové de la unió del del cantant estatunidenc Barry White i la cançó Brava de Mina Mazzini.

## Trajectòria
El 2009, va sortir a la llum la maqueta autoproduïda Ídolo. Composta per deu cançons, mostra una clara influència del pop espanyol dels 80, com ara Nacha Pop i Radio Futura, complementada per música disco i reminiscències de new romantic. Gràcies a aquest primer treball, van recórrer bona part del territori espanyol i van tocar en els festivals Sonorama, Ebrovisión, Electromar, SOS 4.8, Arenal Sound, Con V de Valarés, Lemon Pop, Indielx, B-Side i Low Cost. Al final del 2010, van participar en els concerts de Radio 3, retransmesos per TVE i RNE.
El febrer del 2011, van llançar el primer àlbum i treball oficial, Demasié, també autoproduït. Van rescatar-hi talls de la maqueta Ídolo amb l'ajut del productor Raúl de Lara. Com a carta de presentació van estrenar el videoclip del senzill Calor, d'estètica glam.
El 2014, van publicar el segon disc, Arriva: 16 horas de juego y 4 litros de bebida energética, que va ser un dels més venuts estatalment aleshores. Així, Varry Brava va apostar per la música electrònica i va fer una gira per les principals sales i festivals d'Espanya. Alhora, van realitzar la cançó oficial del diari esportiu Marca per a donar suport a la Selecció de futbol d'Espanya en la Copa del Món de Futbol de 2014. Després de la publicació del segon disc, Juan Tae i Germán Sevilla es van unir a la banda com a baixista i bateria per al directe i integrants recurrents en les posteriors gravacions d'estudi.
L'abril del 2016, els va fitxar l'agència de contractació Hook Management i van desvelar la publicació imminent de Safari emocional el 18 de novembre d'aquell any. Aquesta vegada, van disposar de la producció de Jorge Guirao, guitarrista del grup murcià Second, i Antonio Illán. Tres mesos després, van començar una gira de més de 50 concerts que va acabar amb l'anunci del quart àlbum, Furor, previst per al 16 de febrer del 2018. El 27 de setembre del 2018, van estrenar un nou videoclip amb Alberto Jiménez de Miss Caffeina versionant el tema Satánica.
L'agost del 2020, van publicar un cinquè àlbum titulat Hortera amb senzills com Luces de neón o PlisDonGou. Un any més tard, van rellançar la cançó homònima, però en companyia del duo argentí Miranda!.
El gener del 2022, van participar en el concurs Benidorm Fest, en què van competir amb el tema Raffaella, que homenatja l'artista italiana Raffaella Carrà, per a representar Espanya al Festival de la Cançó d'Eurovisió 2022 a Turin. Van obtenir-hi la sisena posició.

## Discografia

### Maquetes
- Ídolo (2009)

### EPs
- Bravissimo (Tiempo Real, 2013)

### Àlbums
- Demasié (Tiempo Real, 2012)
- Arriva: 16 horas de juego y 4 litros de bebida energética (Tiempo Real, 2014)
- Safari emocional (Hook Ediciones Musicales, 2016)
- Furor (Hook Ediciones Musicales, 2018)
- Hortera (Hook Ediciones Musicales, 2020)